# Csáky I. Ferenc
Csáky Ferenc (? - ? 1470 szeptember 29. előtt, feltehetően 1468-ban) - székely ispán, országgyűlési követ. 

## Életpályája
A család grófi ágából származott. Apja I. György: visegrádi várnagy, a székelyek ispánja, Szatmár, Ugocsa és Kraszna vármegye ispánja volt és 1426-ban hunyt el.
I. György hat fia közül György vagy Gergely elesett 1448-ban a rigómezei ütközetben. László váradi kanonok lett, ki 1425-ben meghalt, a családot csupán I. Ferenc vitte tovább:
Csáky I. Ferenc 1440-ben, amikor Ulászló és Albert király özvegye az ország birtoklása felett vetélkedett Ulászló pártján állt.
I. Ferenc a fennmaradt okiratok alapján Szalárdi birtokán szűz Mária tiszteletére, a Szent Ferenc-rendiek számára kolostort és családi sírboltot is emelt, amely a kor (15. század) ízlése szerinti csúcsíves stílusban épült. Szalárdot még Zsigmond magyar király 1400-ban adományozta a családnak.
Csáky I. Ferenc a ranglétrán gyorsan emelkedett: 1448-ban a székelyek, 1461-ban pedig már Bihar vármegye ispánja volt.
Csáky I. Ferenc mint hadi férfiúnak udvarában nevelkedett, itt volt apród Hunyadi János is, születése után ő tartotta a gyermek Hunyadi Mátyást a keresztvíz alá. Hunyadi János Csáky 
I. Ferencet később, már kormányzóként is nagy tiszteletben tartotta.
Csáky I. Ferencet Mátyás király többször küldte követségbe, hol I. György cseh király hoz, hol Frigyes császárhoz.
Hat gyermeke volt: 
- II. Ferenc - Három fia maradt, 1488-ban már nem élt.
- I. Pál - Gyermektelenül halt meg, 1478-ban már nem élt. Nagynénje: Kata, Bebek Péterné többek között rá hagyta birtokait.
- Magdolna - I. Pálhoz hasonlóan ő is részesült nagynénje birtokaiból.
- II. Mihály - Mátyás király udvarnoka (familiárisa) lett.
- II. Miklós - az
- I. Benedek.

Meghalt 1468-ban.